# 2025 Nortia
2025 Nortia је астероид главног астероидног појаса са пречником од приближно 40,23 .
Афел астероида је на удаљености од 3,495 астрономских јединица (АЈ) од Сунца, а перихел на 2,842 АЈ.
Ексцентрицитет орбите износи 0,103, инклинација (нагиб) орбите у односу на раван еклиптике 7,043 степени, а орбитални период износи 2060,917 дана (5,642 година).
Апсолутна магнитуда астероида је 10,50 а геометријски албедо 0,068.
Астероид је откривен 6. јуна 1953. године.